# Catocala meskei
Catocala meskei är en fjärilsart som beskrevs av Augustus Radcliffe Grote 1873. Catocala meskei ingår i släktet Catocala och familjen nattflyn. Inga underarter finns listade i Catalogue of Life.

## Bildgalleri

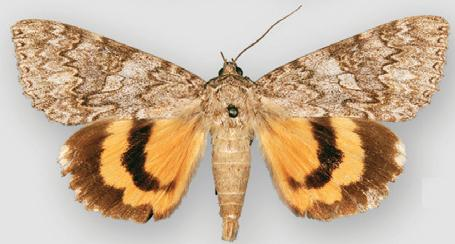
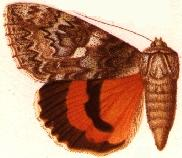